# Kwasi Wiredu
Kwasi Wiredu (Kumasi, Costa de Oro británica, 3 de octubre de 1931 - c. 6 de enero de 2022) fue un filósofo ghanés que es conocido principalmente por sus reflexiones sobre el África poscolonial.

## Biografía
Nació en el 7  de octubre de 1931 en Kumasi, Ghana. Realizó sus estudios de filosofía en la Universidad de Ghana. En 1958 ingresó a la Universidad de Oxford, donde realizó su doctorado y se tituló en junio de 1960 con la disertación Knowledege, Truth and Reason. Regresó a su país para impartir clases en la Universidad de Ghana durante 23 años. Desde 1987 enseña en la Universidad del Sur de Florida en Tampa. Su interés principal gira alrededor de la filosofía africana poscolonial, epistemología, filosofía de la lógica, metafísica y filosofía de la mente. Actualmente radica en los Estados Unidos y sus reflexiones recientes abordan el diálogo, especialmente intercultural, y la diversidad cultural. Él enseña en la Universidad de Duke.

## Pensamiento
Desde su independencia África ha vivido una reconstrucción política y cultural. El continente se enfrenta al dilema de encontrar la forma de gobierno y de organización social más adecuada y a restaurar la identidad cultural que quedó erosionada por la colonia de los países occidentales.
En la búsqueda de esta identidad Kwasi Wiredu ha dirigido sus reflexiones filosóficas al hecho de que no haya una destrucción de las formas de vida colectiva tradicionales y en definir lo que es África y quiénes son los africanos después de la colonia. Para lo anterior Wiredu ha planteado, entre otros puntos, una descolonización mental y el uso del consenso en la organización de los gobiernos.
La filosofía de Wiredu es una búsqueda por el respeto de los derechos humanos, por lo tanto podría ser aplicable en África como en cualquier región del mundo.

### Descolonización mental
Por descolonización conceptual Wiredu tiene dos significados. Por el lado negativo es tener siempre presente en el pensamiento de los filósofos africanos los marcos conceptuales heredados por el colonialismo y que tienen un impacto en la vida y en el pensamiento africanos. Por el lado positivo está el hecho de explotar tanto como se pueda las fuentes de los esquemas conceptuales de la propia cultura. Lo importante es el rescate del pensamiento africano libre de influencias y consciente de su estado libre y actual.
A través de la historia de la colonia en África ha habido una superimposición de pensamiento extranjero a través de la lengua, la religión y la política – tres aspectos de una enorme profundidad y arraigo en cualquier pueblo.
Una de las preguntas principales de Wiredu en relación con la descolonización mental es cuánto progreso se puede hacer por liberar la mente de los vestigios de la mentalidad colonial. El reto es que en la situación actual africana habrá de rescatarse lo regional y asimilarlo con otros conceptos heredados; esta será la vía para liberarse de un reciente colonialismo racista que ha lastimado la autoestima y la ubicación de los africanos en el mundo.

### Filosofar en lenguas africanas
En el caso del lenguaje Wiredu afirma que uno piensa de mejor manera en el lenguaje en el que se le educó y que se usa cotidianamente, pero al usar el inglés y francés, por mencionar dos de las lenguas coloniales en África, se corre el riesgo de no incluir marcos conceptuales africanos que viven a través del lenguaje.
La propuesta de Wiredu es filosofar en lenguas africanas. Los filósofos tendrán entonces la tarea de pensar en su propia lengua africana y reflexionar que tan cercano está el problema de lograr una solución pensado de esa manera. Puede ser que un concepto empleado en un discurso filosófico en inglés no tenga sentido en alguna lengua africana y puede ser por insuficiencia lingüística o por disparidad de conceptos. ¿Cómo saber cual de las dos? Esto solo se puede saber filosofando en terrenos independientes e intentar que las conclusiones sean comprensibles en ambas lenguas.

### Ética del consenso
En el caso de la política Wiredu propone una decisión por consenso. El consenso presupone que cada participante en el diálogo siente que su punto de vista ha sido tomado en cuenta para futuras acciones. No significa en todos los casos acuerdos totales pero tal vez disminución de diferencias.
El consenso existe porque se supone que de inicio hay un posición de opiniones encontradas, si hay una disposición al consenso se está dando una situación de buena voluntad para lograr acuerdos en las acciones no en las nociones. Wiredu considera que el consenso es esencial para asegurar representación sustancial de todos los ciudadanos. Cada representante, aun de una minoría, debe estar convencido de la necesidad de su petición. El consenso, entendido como un diálogo, debe evitar la imposición de las mayorías. Tener un representante que defiende la petición de una minoría es un derecho humano y por lo tanto el consenso es ético.
Paradójicamente el consenso se ha utilizado por algunos de los gobiernos centralizados y llenos de conflictos étnicos, tal es el caso de los zulú y los ashantis.
Wiredu ha hecho una descripción de su experiencia para seguir el curso del consenso en el ejemplo político de los ashantis. Ashanti es una región de Ghana, antiguo protectorado británico que logró su independencia en 1957.
El linaje es la unidad política más básica entre los ashantis; ellos son una sociedad matrilineal (que cada grupo ashanti tiene un mismo ancestro femenino). Cada grupo tiene una cabeza y las cabezas de cada grupo se unen para formar un consejo que es el cuerpo gobernante de cada pueblo y que toma las decisiones por consenso. Califican para ser cabezas de un grupo aquellos que tienen la edad, sabiduría, sentido de responsabilidad cívica y persuasión lógica, características que se encuentran generalmente en los adultos (no ancianos de los grupos). La elección es casi automática aunque hay casos donde se dan consultas y discusiones prolongadas en búsqueda del consenso. Es una elección por consenso, no un voto mayoritario lo que selecciona a las cabezas de cada grupo, de hecho el concepto de voto no tiene una palabra en ashanti. El punto donde se selecciona a alguien por consenso es el momento cuando éste se hace sentir y respetar en el proceso político.
Wiredu afirma que buscar el consenso es una manera moral de resolver las decisiones de grupo y que el consenso es para todos, minorías y mayorías. El sistema de toma de decisiones por consenso es un proceso más justo que el basado en el principio de las mayorías.

### Críticas
El filósofo nigeriano Emmanuel Eze ha criticado la propuesta de Wiredu de utilizar una política de consenso sin partido en África, entendida como una alternativa a los sistemas de unipartidismo y multipartidismo. Expone que la forma consensual puede ser usada antidemocráticamente por las autoridades centralistas. Duda que se pueda hablar de un deseo completamente convergente en cualquier práctica política. Para Eze queda por formular todavía una vía recomendable para la política africana.
El filósofo mexicano Luis Villoro opina que formas de la decisión por consenso solo son posibles en ciertos sectores de una sociedad moderna, sobre todo a nivel local. La democracia consensual forma parte de una concepción anterior al pensamiento moderno y requiere de antemano de un consenso fundamental que es propio de sociedades fundadas en la necesidad del trabajo colectivo. Las comunidades tradicionales cambian a formas de vida modernas y es ahora más bien la democracia representativa la que pretende dar el resultado de la voluntad concertada de individuos autónomos que tienen derecho a disentir. Sin embargo, formas de democracia directa y consensual deberían complementar la democracia representativa.

### Obras del autor
- Philosophy and an African Culture. Cambridge – New York: Cambridge University Press, 1980. {ISBN 0-521-22794-1}
- Person and Community. Washington, DC: Council for Research in Values and Philosophy, 1992 (Ghanaian Philosophical Studies 1). (co-editor) {ISBN 1565180054}
- Conceptual Decolonization in African Philosophy: Four Essays. Ibadan, Nigeria: Hope Publications, 1995. {ISBN 9-783-20373-8}
- Cultural Universals and Particulars: An African Perspective. Bloomington – Indianapolis: Indiana University Press, 1996. {ISBN 0-253-21080-1}
- A Companion to African philosophy. Malden, MA: Blackwell Publishing, 2004. {ISBN 0-631-20751-1}